# Liste des députés européens de France de la 7e législature
Cet article présente la liste des 74 députés européens de France au cours de la VIIe législature (2009-2014).

## Répartition partisane
Les 74 députés eurodéputés actuels ont été élus en 2009. Voici la répartition partisane de la délégation française:
| Parti politique ou coalition | Parti politique ou coalition                | Affiliation européenne                                   | Groupe parlementaire                                                            | Sièges |
| ---------------------------- | ------------------------------------------- | -------------------------------------------------------- | ------------------------------------------------------------------------------- | ------ |
|                              | UMP                                         | Parti populaire européen                                 | PPE (Parti populaire européen)                                                  | 24     |
|                              | Europe Écologie Les Verts                   | Parti vert européen                                      | Verts/ALE (Alliance libre européenne)                                           | 15     |
|                              | Parti socialiste                            | Parti socialiste européen                                | S&D (Alliance progressiste des socialistes et démocrates au Parlement européen) | 13     |
|                              | Union des démocrates et indépendants        | Parti démocrate européen                                 | PPE (Parti populaire européen)                                                  | 6      |
|                              | Mouvement démocrate                         | Parti démocrate européen                                 | ADLE (Alliance des démocrates et des libéraux pour l'Europe)                    | 5      |
|                              | Front de gauche - L'Union pour les Outremer | Parti de la gauche européenne                            | GUE/NGL (Gauche unitaire européenne/Gauche verte nordique)                      | 5      |
|                              | Front national                              | Alliance européenne pour la liberté                      | Non-inscrits                                                                    | 3      |
|                              | Cap21                                       | -                                                        | ADLE (Alliance des démocrates et des libéraux pour l'Europe)                    | 1      |
|                              | Mouvement pour la France                    | Mouvement pour l'Europe des libertés et de la démocratie | ELDD (Europe de la liberté et de la démocratie directe)                         | 1      |
|                              | Parti de la nation corse                    | Alliance libre européenne                                | Verts/ALE (Alliance libre européenne)                                           | 1      |

## Liste des députés européens
Députés élus lors des élections de 2009, ayant siégé au Parlement européen à partir du 14 juillet 2009 :
| Nom | Nom                                   | Circonscription          | Parti                | Liste                   | Groupe parlementaire européen | Portrait |
| --- | ------------------------------------- | ------------------------ | -------------------- | ----------------------- | ----------------------------- | -------- |
|     | François Alfonsi                      | Sud-Est                  | PNC                  | Europe Écologie         | Verts-ALE                     |          |
|     | Éric Andrieu                          | Sud-Ouest                | PS                   | PS                      | S&D                           |          |
|     | Sophie Auconie                        | Massif central - Centre  | UDI (FED)            | UMP-NC-LGM              | PPE                           |          |
|     | Jean-Pierre Audy                      | Massif central - Centre  | UMP                  | UMP-NC-LGM              | PPE                           |          |
|     | Sandrine Bélier                       | Est                      | EELV                 | Europe Écologie         | Verts-ALE                     |          |
|     | Malika Benarab-Attou                  | Sud-Est                  | EELV                 | Europe Écologie         | Verts-ALE                     |          |
|     | Jean-Luc Bennahmias                   | Sud-Est                  | MoDem                | MoDem                   | ADLE                          |          |
|     | Pervenche Berès                       | Île-de-France            | PS                   | PS                      | S&D                           |          |
|     | Nora Berra                            | Sud-Est                  | UMP                  | UMP-NC-LGM              | PPE                           |          |
|     | Jean-Paul Besset                      | Massif central - Centre  | EELV                 | Europe Écologie         | Verts-ALE                     |          |
|     | Jean-Jacob Bicep                      | Île-de-France            | EELV                 | Europe Écologie         | Verts-ALE                     |          |
|     | Philippe Boulland                     | Nord-Ouest               | UMP                  | UMP-NC-LGM              | PPE                           |          |
|     | José Bové                             | Sud-Ouest                | EELV                 | Europe Écologie         | Verts-ALE                     |          |
|     | Alain Cadec                           | Ouest                    | UMP                  | UMP-NC-LGM              | PPE                           |          |
|     | Françoise Castex                      | Sud-Ouest                | PS                   | PS                      | S&D                           |          |
|     | Jean-Marie Cavada                     | Île-de-France            | UDI (NC)             | UMP-NC-LGM              | PPE                           |          |
|     | Yves Cochet                           |                          | EELV                 | Europe Écologie         | Verts-ALE                     |          |
|     | Daniel Cohn-Bendit                    | Île-de-France            | EELV                 | Europe Écologie         | Verts-ALE                     |          |
|     | Jean-Louis Cottigny                   | Nord-Ouest               | PS                   | PS                      | S&D                           |          |
|     | Arnaud Danjean                        | Est                      | UMP                  | UMP-NC-LGM              | PPE                           |          |
|     | Michel Dantin                         | Sud-Est                  | UMP                  | UMP-NC-LGM              | PPE                           |          |
|     | Rachida Dati                          | Île-de-France            | UMP                  | UMP-NC-LGM              | PPE                           |          |
|     | Joseph Daul                           | Est                      | UMP                  | UMP-NC-LGM              | PPE                           |          |
|     | Karima Delli                          | Île-de-France            | EELV                 | Europe Écologie         | Verts-ALE                     |          |
|     | Hélène Flautre                        | Nord-Ouest               | EELV                 | Europe Écologie         | Verts-ALE                     |          |
|     | Gaston Franco                         | Sud-Est                  | UMP                  | UMP-NC-LGM              | PPE                           |          |
|     | Marielle Gallo                        | Île-de-France            | UDI (LGM)            | UMP-NC-LGM              | PPE                           |          |
|     | Jean-Paul Gauzès                      | Nord-Ouest               | UMP                  | UMP-NC-LGM              | PPE                           |          |
|     | Bruno Gollnisch                       | Est                      | FN                   | FN                      | Non-Inscrits                  |          |
|     | Sylvie Goulard                        | Ouest                    | MoDem                | MoDem                   | ADLE                          |          |
|     | Catherine Grèze                       | Sud-Ouest                | EELV                 | Europe Écologie         | Verts-ALE                     |          |
|     | Nathalie Griesbeck                    | Est                      | Modem                | MoDem                   | ADLE                          |          |
|     | Françoise Grossetête                  | Sud-Est                  | UMP                  | UMP-NC-LGM              | PPE                           |          |
|     | Sylvie Guillaume                      | Sud-Est                  | PS                   | PS                      | S&D                           |          |
|     | Jacky Hénin                           | Nord-Ouest               | PCF                  | Front de gauche         | GUE/NGL                       |          |
|     | Liêm Hoang-Ngoc                       | Est                      | PS                   | PS                      | S&D                           |          |
|     | Brice Hortefeux                       | Massif central - Centre  | UMP                  | UMP-NC-LGM              | PPE                           |          |
|     | Yannick Jadot                         | Ouest                    | EELV                 | Europe Écologie         | Verts-ALE                     |          |
|     | Eva Joly                              | Île-de-France            | EELV                 | Europe Écologie         | Verts-ALE                     |          |
|     | Philippe Juvin                        | Île-de-France            | UMP                  | UMP-NC-LGM              | PPE                           |          |
|     | Nicole Kiil-Nielsen                   | Ouest                    | EELV                 | Europe Écologie         | Verts-ALE                     |          |
|     | Alain Lamassoure                      | Sud-Ouest                | UMP                  | UMP-NC-LGM              | PPE                           |          |
|     | Agnès Le Brun                         | Ouest                    | UMP                  | UMP-NC-LGM              | PPE                           |          |
|     | Constance Le Grip                     | Île-de-France            | UMP                  | UMP-NC-LGM              | PPE                           |          |
|     | Patrick Le Hyaric                     | Île-de-France            | PCF                  | Front de gauche         | GUE/NGL                       |          |
|     | Jean-Marie Le Pen                     | Sud-Est                  | FN                   | FN                      | Non-Inscrits                  |          |
|     | Marine Le Pen                         | Nord-Ouest               | FN                   | FN                      | Non-Inscrits                  |          |
|     | Corinne Lepage                        | Nord-Ouest               | Cap21                | MoDem                   | ADLE                          |          |
|     | Véronique Mathieu                     | Est                      | UMP                  | UMP-NC-LGM              | PPE                           |          |
|     | Jean-Luc Mélenchon                    | Sud-Ouest                | PG                   | Front de gauche         | GUE/NGL                       |          |
|     | Élisabeth Morin-Chartier              | Ouest                    | UMP                  | UMP-NC-LGM              | PPE                           |          |
|     | Younous Omarjee                       | Outre-mer (Océan Indien) | PCR                  | Alliance des Outre-mers | GUE/NGL                       |          |
|     | Gilles Pargneaux                      | Nord-Ouest               | PS                   | PS                      | S&D                           |          |
|     | Maurice Ponga                         | Outre-mer (Pacifique)    | Le Rassemblement-UMP | UMP-NC-LGM              | PPE                           |          |
|     | Franck Proust                         | Sud-Ouest                | UMP                  | UMP-NC-LGM              | PPE                           |          |
|     | Christine Revault d'Allonnes-Bonnefoy | Île-de-France            | PS                   | PS                      | S&D                           |          |
|     | Dominique Riquet                      | Nord-Ouest               | UDI (PR)             | UMP-NC-LGM              | PPE                           |          |
|     | Michèle Rivasi                        | Sud-Est                  | EELV                 | Europe Écologie         | Verts-ALE                     |          |
|     | Jean Roatta                           |                          | UMP/PR               | UMP-NC-LGM              | PPE                           |          |
|     | Robert Rochefort                      | Sud-Ouest                | MoDem                | MoDem                   | ADLE                          |          |
|     | Tokia Saïfi                           | Nord-Ouest               | PR                   | UMP-NC-LGM              | PPE                           |          |
|     | Marie-Thérèse Sanchez-Schmid          | Sud-Ouest                | UMP                  | UMP-NC-LGM              | PPE                           |          |
|     | Marielle de Sarnez                    | Île-de-France            | MoDem                | MoDem                   | ADLE                          |          |
|     | Michèle Striffler                     | Est                      | UDI (LGM)            | UMP-NC-LGM              | PPE                           |          |
|     | Isabelle Thomas                       | Ouest                    | PS                   | PS                      | S&D                           |          |
|     | Patrice Tirolien                      | Outre-mer (Atlantique)   | PS                   | PS                      | S&D                           |          |
|     | Catherine Trautmann                   | Est                      | PS                   | PS                      | S&D                           |          |
|     | Marie-Christine Vergiat               | Sud-Est                  | -                    | Front de gauche         | GUE/NGL                       |          |
|     | Bernadette Vergnaud                   | Ouest                    | PS                   | PS                      | S&D                           |          |
|     | Christine de Veyrac                   | Sud-Ouest                | UDI                  | UMP-NC-LGM              | PPE                           |          |
|     | Philippe de Villiers                  | Ouest                    | MPF                  | Libertas                | ELD                           |          |
|     | Dominique Vlasto                      | Sud-Est                  | UMP                  | UMP-NC-LGM              | PPE                           |          |
|     | Henri Weber                           | Massif central - Centre  | PS                   | PS                      | S&D                           |          |
|     | Karim Zéribi                          | Sud-Est                  | EELV                 | PS                      | Verts-ALE                     |          |

## Élus ayant renoncé à siéger
Les personnes suivantes ont été élues lors des élections européennes de 2009 en France (résultats proclamés le 13 juin 2009) mais ont renoncé à siéger avant d'être investies députés :
- Jean-François Kahn, remplacé par Nathalie Griesbeck. Tête de liste dans l'Est pour le Modem, il s'était engagé à démissionner si sa deuxième de liste - eurodéputée sortante - n'était pas élue[17].
- Brice Hortefeux, remplacé par Catherine Soullie, ministre lors de son élection. Il récupère son siège en 2011, à la suite de son départ du gouvernement.
- Nora Berra, remplacée par Michel Dantin, secrétaire d'état lors de son élection. Elle récupère son siège en 2012, à la suite du changement de gouvernement.
- Pascale Gruny, remplacée par Philippe Boulland, députée lors de l'élection. Elle était la suppléante de Xavier Bertrand, alors ministre, à l'Assemblée nationale et ne peut démissionner sans créer d'élection partielle.

## Députés démissionnaires en cours de mandat
| Portrait | Identité          | Étiquette | Groupe    | date / motif de la démission                                                                            | remplacé par                                     |
| -------- | ----------------- | --------- | --------- | --- | ------------------------------------------------ |
|          | Michel Barnier    | UMP       | PPE       | 10 février 2010 : nommé commissaire européen au Marché intérieur et aux Services                        | Constance Le Grip (UMP-PPE)                      |
|          | Christophe Béchu  | UMP       | PPE       | Janvier 2011 : Cumul des mandats                                                                        | Agnès Le Brun (UMP-PPE)                          |
|          | Catherine Soullie | UMP       | PPE       | 23 mars 2011 : Suppléante de Brice Hortefeux, elle lui laisse la place quand il quitte le Gouvernement  | Brice Hortefeux (UMP-PPE)                        |
|          | Dominique Baudis  | UMP       | PPE       | 22 juin 2011 : Est nommé Défenseur des droits                                                           | Franck Proust (UMP-PPE)                          |
|          | Élie Hoarau       | PCR       | GUE/GNL   | 4 janvier 2012                                                                                          | Younous Omarjee (Alliance des Outremers-GUE/GNL) |
|          | Kader Arif        | PS        | S&D       | 15 mai 2012 : Nommé dans le Gouvernement Ayrault                                                        | Éric Andrieu (PS-S&D)                            |
|          | Pascal Canfin     | EÉLV      | Verts/ALE | 15 mai 2012 : Nommé dans le Gouvernement Ayrault                                                        | Jean-Jacob Bicep (EÉLV-Verts/ALE)                |
|          | Stéphane Le Foll  | PS        | S&D       | 15 mai 2012 : Nommé dans le Gouvernement Ayrault                                                        | Isabelle Thomas (PS-S&D)                         |
|          | Vincent Peillon   | PS        | S&D       | 15 mai 2012 : Nommé dans le Gouvernement Ayrault                                                        | Karim Zéribi (EÉLV-Verts/ALE)                    |
|          | Michel Dantin     | UMP       | PPE       | 16 juin 2012 : Suppléant de Nora Berra, il lui laisse la place quand elle quitte le Gouvernement Fillon | Nora Berra (UMP-PPE)                             |
|          | Damien Abad       | NC        | ALDE      | 20 juin 2012 : Est élu député                                                                           | Michel Dantin (UMP-PPE)                          |
|          | Estelle Grelier   | PS        | S&D       | 20 juin 2012 : Est élu député                                                                           | Jean-Louis Cottigny (PS-S&D)                     |
|          | Harlem Désir      | PS        | S&D       | 9 avril 2014 : Nommé dans le Gouvernement Valls                                                         | Christine Revault d'Allonnes-Bonnefoy (PS-S&D)   |